# 迈泽塔尔卡尼
迈泽塔尔卡尼，是匈牙利赫维什州所辖的一个村。总面积40.64平方公里，总人口1604，人口密度39.5人/平方公里（2011年1月1日）。